# Скубченко Іван Миколайович
Ску́бченко Іва́н Микола́йович — солдат Міністерства внутрішніх справ України.
Міліціонер батальйону «Дніпро-1» ГУМВС України в Дніпропетровській області.

## Нагороди
21 жовтня 2014 року — за особисту мужність і героїзм, виявлені у захисті державного суверенітету та територіальної цілісності України, вірність військовій присязі під час російсько-української війни, відзначений — нагороджений орденом «За мужність» III ступеня.